# Sylvie Tellier
Sylvie Tellier (Nantes, Países del Loira; 28 de mayo de 1978) es una modelo francesa, coronada Miss Lyon 2001 y Miss Francia 2002. Actualmente es la directora nacional de Miss Francia.

## Biografía
Estudió derecho y tiene una maestría en derecho privado en la Facultad de Derecho de la Universidad Jean Moulin-Lyon III. Cuando fue elegida Miss Francia en 2002, estaba estudiando para ingresar al Instituto Nacional Judicial de Lyon para convertirse en abogada.
En junio de 2004 participó en el Rally de las Princesas, prestigioso rally de coches clásicos, desde París hasta Mónaco. Tellier y su compañera de equipo Sally Woodford-Brochet ocuparon el sexto lugar en un MGB de 1970 después de una competencia de 5 días.
En 2005, participó en la redacción de un libro titulado Sans compromis: Conversations avec Sylvie Tellier, Miss Francia 2002.

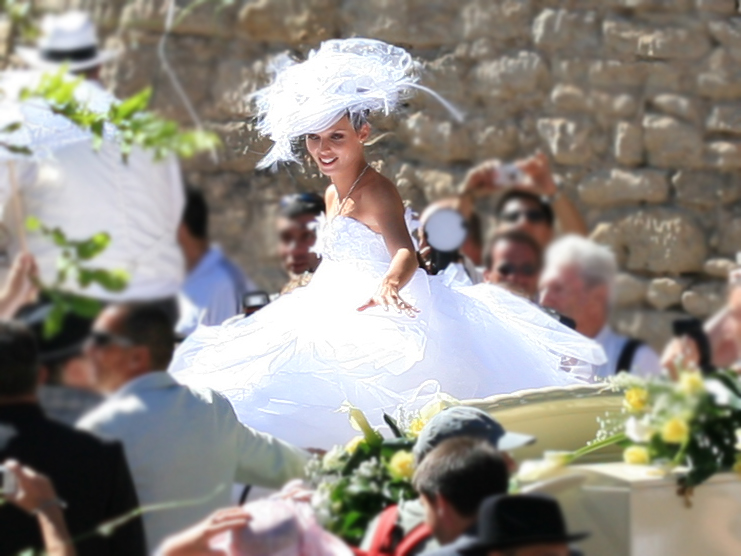
Sylvie Tellier en 2007.

Es la jefa de competencia del certamen nacional Miss Francia desde enero de 2007, reemplazando a Geneviève de Fontenay. El 27 de junio de 2015, Tellier compitió en el programa de televisión Fort Boyard.